# قلة الصفيحات المحدثة بالهيبارين
قلة الصفيحات المُحدَثة بالهيبارين هي قلة الصفيحات نتيجة لتناول إحدى الأشكال العديدة لهيبارين، مضاد تخثّر. تؤهب قلة الصفيحات المُحدَثة بالهيبارين لحدوث حالة من الخثار، تكوّن جلطات دموية غير سوية داخل الأوعية الدموية، وعندما يتم إيجاد حالة خثار في إحدى الأوعية الدموية يتم تعريفها كقلة صفيحات وخثار محدثة بالهيبارين. تنتج قلة الصفيحات المُحدَثة بالهيبارين بسبب تشكيل أجسام مضادة غير طبيعية تنشّط الصفيحات.إذا حدث عند المريض الذي يتناول الهيبارين حالة تجلط جديدة أو إذا ازدادت حالة التجلط التي لديه من قبل سوءاً أو إذا حدث نقص في عدد الصفائح هنا يمكن اثبات حالة وجود HIT باختبارات دموية نوعية.
يمكن تأكيد حالة نقص الصفيحات المحرّض بالهيبارين، إذا تطوّر لدى الشخص المُعالج بالهيبارين خثار جديد أو متزايد، أو إذا انخفض تعداد الصفيحات الدموية، وذلك عن طريق اختبار دموي.
يتطّلب علاج نقص الصفيحات المحرض بالهيبارين إيقاف المعالجة بالهيبارين، والحماية من الخثار، يجب توخّي الحذر عند اختيار العامل، حتى لا يسبّب انخفاض متزايد في تعداد الصفيحات. تتوفر عدة بدائل لهذا الغرض، والأدوية المُستخدمة بشكل رئيسي هي: دانابارويد، وفوندابارينوكس، وآرغاتروبان، وبيفاليرودين.
على الرغم من أنَّ الهيبارين اكُتشف في الثلاثينيات، لم يُبلَّغ عن أي حالة نقص صفيحات محرض بالهيبارين حتى الستينيات.

## الأعراض والعلامات
يمكن استخدام الهيبارين في كل من الوقاية من الخثار وعلاجه. يوجد الهيبارين بشكلين رئيسيين: الشكل غير المجزأ الذي يمكن أن يحقن تحت الجلد أو من خلال التسريب الوريدي، والشكل منخفض الوزن الجزيئي، الذي غالبًا ما يُعطى حقنًا تحت الجلد. أنواع الهيبارين منخفض الوزن الجزيئي الشائعة الاستخدام هي: إينوكسابارين، ودالتيبارين، ونادروبارين، وتينـزابارين.
ينخفض تعداد الصفيحات في هذه الحالة إلى ما دون الحد الطبيعي، وهذا ما يعرف بقلّة الصفيحات، لا ينخفض تعداد الصفيحات إلى حد يزيد خطر النزف، ولا يعاني معظم الأشخاص من أي أعراض. ينخفض تعداد الصفيحات الدموية عادةً بعد 5- 14 يومًا من إعطاء الهيبارين لأول مرة؛ قد يتطوّر نقص الصفيحات المحرّض بالهيبارين خلال مدّة أقل من ذلك، إذا أُخِذ الهيبارين في الأشهر الثلاثة الماضية، إذ سُجّلت حالات في يوم واحد.
الأعراض الأكثر شيوعًا لنقص الصفيحات المحرّض بالهيبارين هي: زيادة حجم خثرة دموية مُشخّصة مسبقًا، أو تطور خثرة دموية جديدة في مكان آخر من الجسم. قد تتشكّل الخثرات في الشرايين أو الأوردة، مسبّبةً تجلّطًا شريانيًّا أو وريديًا. ومن أمثلة الخثار الشرياني السكتة الدماغية، واحتشاء عضلة القلب (النوبة القلبية)، ونقص تروية الساق الحاد. قد يحدث الخثار الوريدي في الساق أو الذراع على شكل خثار في الأوردة في الأوردة العميقة (دي في تي) وفي الرئة على شكل صمّة رئوية (بّي إي)؛ وعادةً ما تتشكل في الساق، ثم تنتقل إلى الرئة.
قد تحدث مجموعة من الأعراض (تفاعل جهازي) عند الأشخاص الذين يتلقون الهيبارين الوريدي عند بدء التسريب. وتشمل هذه الأعراض: الحمى، والقشعريرة، وارتفاع ضغط الدم، وتسرع ضربات القلب، وضيق التنفس، وألم في الصدر. يحدث هذا عند حوالي ربع الأشخاص المصابين بـنقص الصفيحات المحرضة بالهيبارين. قد يصاب البعض الآخر بطفح جلدي على شكل بقع حمراء.

## الآلية المرضية
قد يتحرض رد فعل مناعي عند بعض الأشخاص عند بداية انتشار الهيبارين في الجسم إذ تُفرز مجموعة من الأجسام المضادة ويعمل الهيبارين كناشبة، يشكل الجهاز المناعي أجسامًا مضادة للهيبارين عندما يرتبط ببروتين يسمى عامل الصفيحات الدموية 4 (بّي أف 4) فيشكل معقد. عادة ما تكون هذه الأجسام المضادة من فئة الغلوبولين المناعي ج (آي جي جي )، ويستغرق تطورها عادة حوالي 5 أيام. ومع ذلك، قد يبقى الغلوبولين المناعي ج جائلًا في الدم عند الذين تلقُّوا الهيبارين في الأشهر القليلة الماضية، إذ يستمر إنتاج الأجسام المضادة من نوع آيه جي جي حتى بعد إزالة المعقد، بشكل مشابه للمناعة ضد بعض الكائنات الحية الدقيقة، مع اختلاف أن الأجسام المضادة المتعلقة بنقص الصفيحات المحرض بالهيبارين لا تستمر لأكثر من ثلاثة أشهر. عُثر على الأجسام المضادة آنفة الذكر لدى بعض الأفراد الذين يعانون من نقص الصفيحات والخثار ولم يتعرضوا مسبقًا للهيبارين، ولكن كانت الغالبية عند الذين يتلقون الهيبارين.

## التشخيص
يمكن توقع حدوث HIT إذا أظهرت التحاليل الدموية نقصاً في عدد الصفائح الدموية لدى شخص يتناول الهيبارين حتى ولو كان متوقفاً عن تناوله
وقد أوصت الإرشادات المهنية بإجراء تحليل صورة دم كاملة CBC كنظام أساسي أثناء المعالجة بالهيبارين
ومع ذلك ليس كل مريض يحدث لديه نقصاً في عدد الصفائح الدموية أثناء تناول الهيبارين يكون لديه حالة HIT
إن التوقيت وشدة النقص في عدد الصفائح الدموية وحدوث تجلطات جديدة مع وجود توضيحات مرافقة في الحالة كل ذلك يحدد احتمالية حدوث HIT
إن المعايير الشائعة للتنبؤ بإمكانية وجود HIT وضعت عام 2003 و يرمز لها ب" 4Ts"
تم وضع معايير من صفر إلى ثمانية نقاط
0-8 points
إذا كانت النتيجة من صفر إلى ثلاثة
0-3 points
تكون احتمالية حدوث HIT غير واردة
بينما تعطي النتيجة
4-5 points
إمكانية حدوث متوسطة
والنتيجة
6-8 points
تشير لإمكانية حدوث عالية
وربما يحتاج هؤلاء الأشخاص الذين يمتلكون إمكانية حدوث عالية للمعالجة بدواء بديل عن الهيبارين
بالتزامن مع إجراء تحاليل أكثر نوعية وحساسية لHIT
بينما يتابع الأشخاص ذوي النقاط المنخفضة تناول الهيبارين لأن إمكانية حدوث HIT لديهم قليلة جداً.
وفي اختبار موثوقية المعايير 4T score
أعطى مستوى النقاط المنخفض قيمة تنبؤية سلبية تعادل 0.998
بينما أعطى مستوى النقاط المتوسط قيمة تنبؤية إيجابية تعادل 0.14
و أعطى مستوى النقاط المرتفع فيمة تنبؤية إيجابية تعادل 0.64
لذلك يتطلب سجل الدرجات المتوسطة والعالية مزيداً من الاستقصاءات.

### أولاً :نقص الصفائح الدموية
-نقطتين إذا كان معدل النقص في عدد الصفائح 50٪ من القيمة السابقة
و إذا كانت أدنى قيمة للصفائح nadir
تعادل20-100*10 قوة 9/ ليتر
-ونقطة واحدة إذا كان معدل النقص في عدد الصفائح بين 30-50٪ من القيمة السابقة
أو إذا كانت القيمة الدنيا للصفائح بين
10-19*10قوة9/ليتر
-ولا نقطة إذا كان معدل النقص أقل من 30٪
أو الحد الأدنى أقل من 10*10قوة9 /ليتر

### ثانياً :التوقيت
-نقطتين إذا حدث النقص بين اليومين 5-10من بدء المعالجة بالهيبارين
-نقطة واحدة إذا حدث النقص بعد اليوم العاشر
إذا كان الشخص متعرضاً للهيبارين خلال الثلاثين يوماً الماضية ثم حدث النقص خلال يوم من بدء المعالجة يعطى نقطتين وإذا كان التعرض خلال 30-100يوم الماضية يعطى نقطة
وإذا حدث النقص مبكراً من بدء التعرض دون وجود تعرض سابق للهيبارين لا يعطى نقاط

### ثالثاً:التجلطات
-نقطتين عند إثبات وجود حالة تجلط جديدة أو تنخر جلدي أو ارتكاس جهازي
-نقطة واحدة في حال تطور تجلط موجود أو تكرره
أو تجلطات صامتة أو آفات جدلية حمراء
ولا نقطة في حال عدم تواجد أعراض

### رابعاً:احتمال وجود أسباب بديلة لنقص الصفائح غير الهيبارين
-نقطتين إذا لم يكن هناك أي سبب
-نقطة في حال وجود سبب آخر محتمل
-ولا نقطة في حال وجود سبب آخر مؤكد
أول فحص استقصاء هو كشف وجود أجسام مضادة للمعقد هيبارين مع العامل الصفيحي الرابع PF4 عند مريض يحتمل إصابته ب HIT
ويمكن إجراؤه عن طريق الاختبار المخبري الإليزا
ELISA
مقايسة الممتص المناعي المرتبط بالأنزيم
وتكشف الإليزا بأي حال كل الأجسام المضادة المتواجدة في الدوران الدموي والموجهة ضد المعقدات هيبارين - PF4
ويمكن بالتالي أن تعطي نتائج كاذبة عن وجود أجسام مضادة لا تتسبب بإحداث HIT
لذلك فإن من يظهر نتائج إيجابية في اختبار الإليزا يخضع بعدها لاختبارات وظيفية
تحتاج هذه الاختبارات للمصل الدموي والصفيحات من المريض حيث يتم غسل الصفائح ومزجها مع المصل والهيبارين
ثم تفحص العينة للتحري عن إفراز السيروتونين
وهو علامة تفعيل الصفائح الدموية
فإذا أعطى اختبار إفراز السيروتونين
Serotonin release assay SRA
نتيجة عالية لإفراز السيروتونين عندها يتم إثبات تشخيص HIT
إن اختبار إفراز السيروتونين صعب الإجراء ويتم عادة فقط في المخابر الإقليمية
إذا تم إثبات تشخيص HIT عند الشخص يوصي البعض بإجراء اختبار روتيني يسمى
Doppler sonography
لتصوير أوردة الطرف السفلي بالأمواج فوق الصوتية
للتحري عن وجود الخثار الوريدي العميق DVT
الذي يعد شائعاً جداً في HIT

## المعالجة
اعتماداً على حقيقة أن الهيبارين في حالة HIT
يهيء بشدة لحدوث تجلطات جديدة
فإن مجرد إيقاف التعرض للهيبارين ببساطة غير كافي
بشكل عام هناك حاجة لمضاد تجلط بديل يثبط الميل للتجلط ريثما يتوقف إنتاج الأجسام المضادة ويعود تعداد الصفائح إلى مستواه الطبيعي
ومما يجعل الأمر أكثر تعقيداً فإن مضاد التجلط الشائع الاستخدام الآخر وهو الوارفارين لا يجب إعطاؤه في حالة HIT مالم يكون عدد الصفائح 150*10قوة9 /ليتر على الأقل لأنه هناك خطورة عالية لحدوث نخرة بسبب الوارفارين عند المصابين بحالة HIT في حال كون عدد الصفائح لديهم قليلاً
تنخر الوارفارين هو تطور حالة غرغرينا جلدية عند الذين يتناولون الوارفارين أو مشابهاته من مضادات فيتامين k
إذا كان المريض يتناول الوارفارين في وقت تشخيص HIT فإن فعالية الوارفارين يتم معاكستها بفيتامين k
ولا ينصح بنقل الصفائح لأن هناك خطورة نظرية بأن ذلك ممكن أن يزيد التجلطات سوءاً كما أن عدد الصفائح نادراً ما يكون قليلاً لدرجة يكون فيها ذلك سبب رئيسي لإحداث نزوف واضحة
تستخدم عدة بدائل غير هيبارينية كمعالجة بديلة عن الهيبارين لتأمين حالة عدم التجلط عند المرضى المتوقع بشدة أو المثبت لديهم وجودHIT
مثل
danaparoid, fondaparinux, bivalirudin
and argatroban
ليست كل هذه البدائل متوفرة في كل البلدان
وليس جميعها مثبت استخدامه في هذه الحالة الخاصة
على سبيل المثال دواء
Argatroban
تم ترخيصه فقط مؤخراً في المملكة المتحدة
ودواء
Danaparoid
غير متوفر في الولايات المتحدة الأمريكية
Fandaparinux
وهو الدواء المثبط للعامل التجلطي العاشر
يشيع استخدامه دون تصريح لعلاج HIT في الولايات المتحدة الأمريكية
اعتماداً على مراجعة منهجية وجد أن الأشخاص المصابين ب HIT والمعالجين ب
Lepirudin
أظهروا انخفاضاً في الخطورة النسبية
Reactive Risk Reduction
في النتائج السريرية كالموت أو البتر وغيرها
بنسبة 0.52-0.42
مقارنة بالكونترول
إضافة إلى ذلك فإن الأشخاص المعالجين ب
Argatroban
لعلاج HIT
أظهروا انخفاضاً في الخطورة النسبية للنتائج السريرية السابقة بنسبة 0.20-0.18
وقد تم إيقاف إنتاج
Lepirudin
في 31 مايو لعام2010

## الوبائيات
إن 8٪ من المرضى الذين يتناولون الهيبارين معرضون لخطر تشكل أجسام مضادة HIT
لكن فقط 1-5٪ من متناولي الهيبارين سوف يتطور لديهم HIT مع نقص صفائح
وبالنتيجة فإن ثلثهم ممكن أن يعاني من حدوث تجلطات شريانية أو وريدية
بعد الجراحة الوعائية نسبة 34٪ من المرضى المعالجين بالهيبارين يشكلون أحساماً ضدية HIT دون أعراض سريرية
إن العدد الدقيق لحالات HIT في عموم المجتمع غير معروف
ماهو معروف أن النساء اللواتي يتناولن الهيبارين ممن تعرضوا مؤخراً لإجراء جراحي خاصة الجراحة القلبية العصيدية لديهم خطورة أعلى
بينما تقل الخطورة جداً عند النساء في وقت قريب مما قبل وبعد الولادة
أظهرت بعض الدراسات أن حالة HIT تكون أقل شيوعاً في حالة استخدام الهيبارين ذو الوزن الجزيئي المنخفض LMWH

## التاريخ
عندما تم تقديم الهيبارين للاستعمال السريري في آواخر الثلاثينات من القرن العشرين
لم يتم كشف تجلطات جديدة عند المرضى المعالجين بالهيبارين حتى عام 1957 عندما ذكر جراحي الأوعية هذا الترافق
و في عام 1969 سجلت حقيقة أن هذه الظاهرة تحدث مع نقص الصفائح
قبل ذلك الوقت لم يكن يجرى تعداد للصفائح بشكل روتيني
وفي عام 1973 تم تسجيل HIT كتشخيص مع وضع اقتراح بأن مواصفاته هي نتيجة عملية مناعية
بشكل مبدئي وجدت نظريات مختلفة حول السبب الدقيق لنقص الصفائح في HIT
وتزايدت الدلائل حول الآلية المسببة بالضبط
في عام 1984-1986 قام
Jhon G. Kelton
وزملاء في
MacMasterUniversity Medical School
بتطوير تحاليل مخبرية لإثبات أو نفي وجودHIT
كانت المعالجة الأولية محدودة بالأسبرين والوارفارين
ولكن شهدت فترة التسعينات من القرن العشرين دخول عدة أدوية لديها القدرة على منع التجلط بدون خطورة معاودة حدوث HIT
الاصطلاحات القديمة ميزت بين شكلين من HIT
النمط الأول خفيف ولا ينتج عن آلية مناعية ونقص في عدد الصفائح الدموية محدد لنفسه
والنمط الثاني وهو ماتم وصفه في الأعلى
حالياً بستخدم التعبير HIT بلا تعديل لوصف الشكل المتواسط بالمناعة الشديد.